# مارسيل يانسن (دراج)
مارسيل يانسن (بالفرنسية: Marcel Janssens)‏ ولد بتاريخ 30 ديسمبر 1931 في بلجيكا، وتوفي في 29 يوليو 1992، كان دراج بلجيكي في صنف سباق الدراجات على الطريق.

## سجل النتائج

### سباقات أو مراحل فاز بها
- طواف فرنسا

## وصلات خارجية
- الموقع الرسمي

## روابط خارجية
- مارسيل يانسن على موقع أرشيف الدراجات (الإنجليزية)
- مارسيل يانسن على موقع إحصائيات الدراجات الإحترافية (الإنجليزية)
- مارسيل يانسن على موقع CycleBase (الإنجليزية)
- مارسيل يانسن على موقع MTB Data (الإنجليزية)